# Цакич, Михайло
Михайло Цакич (серб. Mihajlo Cakić; род. 27 мая 1990, Лесковац) — сербский футболист, полузащитник.

## Биография

### Клубная карьера
На молодёжном уровне выступал за «Рад», «Црвену звезду» и «Партизан». Позже Цакич выступал за «Земун». В команде он провёл 26 матчей и забил 1 гол. Летом 2010 года перешёл в «Чукарички». В первой половине сезона 2010/11 он сыграл 11 матчей и забил 3 гола в чемпионате Сербии. Зимой 2011 года прибыл на просмотр в луганскую «Зарю». Также им интересовался клуб «Црвена Звезда». На сборах главный тренер «Зари» Анатолий Чанцев наигрывал его на позиции левого защитника и полузащитника. Позже с ним был заключён контракт, в «Заре» Цакич взял себе 8 номер. В чемпионате Украины дебютировал 5 марта 2011 года в домашнем матче против луцкой «Волыни» (3:0), Цакич вышел на 88 минуте вместо Лукаша Тесака.
1 августа 2012 года отдан луганской «Зарей» в аренду белорусскому клубу «Славия-Мозырь».
После недолгого пребывания на Родине в белградском ОФК, зимой 2015 года, во время учебно-тренировочных сборов проходивших в Турции, сумел удачно пройти просмотр в молдавском ФК «Тирасполь» и заключить контракт с командой. По окончании чемпионата Молдавии 2014/15 «Тирасполь» был расформирован и Цакич подписал контракт на два года с другим местным клубом — «Шерифом».

### Карьера в сборной
Выступал за юношескую сборную Сербии до 17 лет.
Вместе с юношеской сборной Сербии до 19 лет Цакич поехал на чемпионат Европы 2009 на Украине. В своей группе Сербия заняла 1 место, обогнав Францию, Испанию и Турцию. В полуфинале команда уступила хозяевам, сборной Украине (1:3). Цакич на турнире провёл 3 матча.
Всего за юношескую сборную до 19 лет он сыграл 5 матчей.

## Личная жизнь
Михайло знает четыре языка — сербский, русский, английский и итальянский.

## Достижения
- Обладатель Суперкубка Молдавии: 2015